# Gagaku

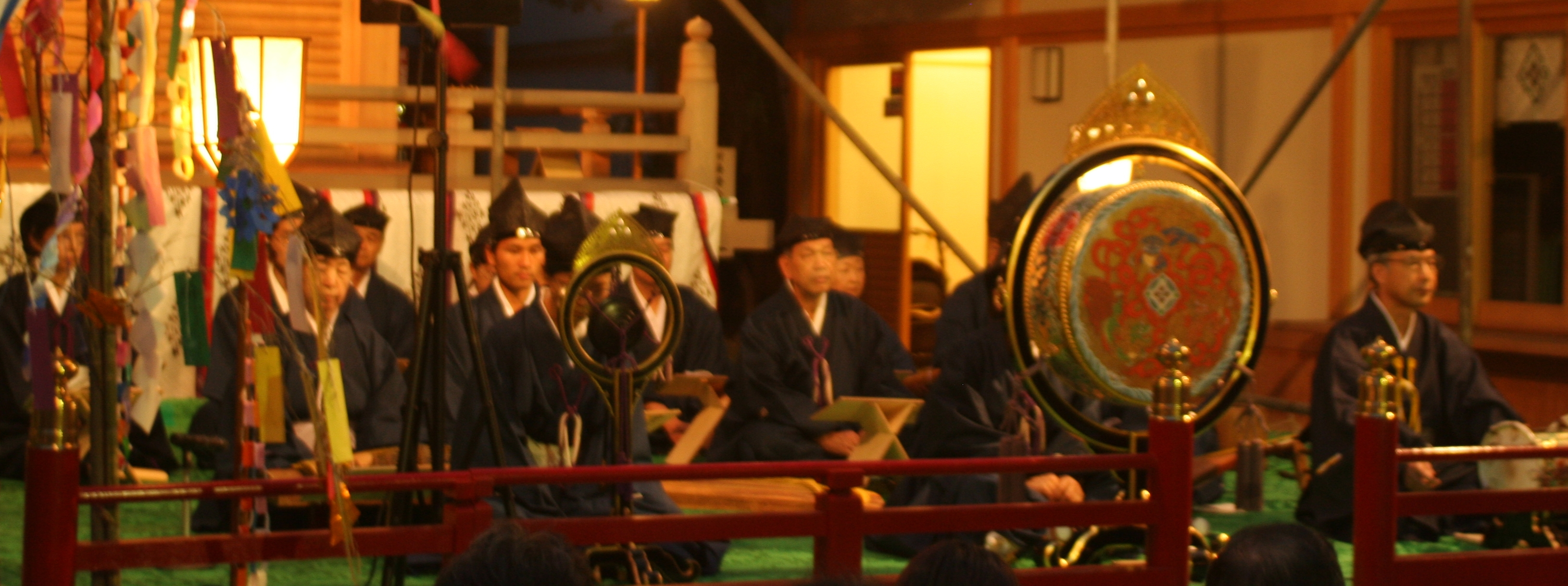
Zespół gagaku

Gagaku (jap. 雅楽) – japoński styl klasycznej muzyki dworskiej, do dziś kultywowany na dworze cesarskim w Japonii. Powstał w wyniku połączenia trzech elementów: tańców i pieśni przejętych z gigaku, muzyki instrumentalnej bugaku oraz muzyki wokalnej. Instrumentarium tradycyjnie składa się z fletów ryūteki, oboju cylindrycznego hichiriki, gongu shōko, bębna kakko, rozpiętego na ramie membranofonu dadaiko, organków ustnych shō, lutni biwa i cytry koto. Instrumentem wiodącym jest hichiriki. Charakterystyczną cechą gagaku jest bardzo wolne tempo i daleko posunięta swoboda metryczna, a także bogactwo dźwięków przejściowych, nie określonych pod względem wysokości. Perkusja antycypuje dźwięki grane na biwie i koto. Skala jest pentatoniczna, strój niższy niż w muzyce chińskiej.